# Stiphropus sigillatus
Stiphropus sigillatus är en spindelart som först beskrevs av O. Pickard-Cambridge 1883.  Stiphropus sigillatus ingår i släktet Stiphropus och familjen krabbspindlar.
Artens utbredningsområde är Sri Lanka. Inga underarter finns listade i Catalogue of Life.